# Chorals de Leipzig

Les Chorals de Leipzig, ou Dix-huit chorals de différentes manières (Achtzehn Choräle von verschiedener Art), BWV 651-668, ont été rassemblés par Jean-Sébastien Bach dans les dernières années de sa vie, à partir de 1747, en vue de les faire imprimer. Il s'agit d'adaptations de chorals pour orgue avec deux claviers manuels et pédalier. 

## Synthèse du recueil dans l'ordre du manuscrit
| Nr. | BWV     | Titre                                             | Mesure                | Tonalité        | Versions antérieures |
| --- | ------- | ------------------------------------------------- | --------------------- | --------------- | -------------------- |
| 01  | BWV 651 | Fantasia super "Komm, Heiliger Geist, Herre Gott" | C                     | Fa majeur       | BWV 651a             |
| 02  | BWV 652 | Komm, heiliger Geist, Herre Gott                  | 3/4                   | Sol majeur      | BWV 652a             |
| 03  | BWV 653 | An Wasserflüssen Babylon                          | 3/4                   | Sol majeur      | BWV 653a, 653b       |
| 04  | BWV 654 | Schmücke dich, o liebe Seele                      | 3/4                   | Mi bémol majeur | BWV 654a             |
| 05  | BWV 655 | Trio super "Herr Jesu Christ, dich zu uns wend"   | C                     | Sol majeur      | BWV 655a, 655b, 655c |
| 06  | BWV 656 | O Lamm Gottes, unschuldig (3 Versus)              | 3/2 – 3/2 – 9/4 – 3/2 | La majeur       | BWV 656a             |
| 07  | BWV 657 | Nun danket alle Gott                              | C                     | Sol majeur      |                      |
| 08  | BWV 658 | Von Gott will ich nicht lassen                    | C                     | Fa mineur       | BWV 658a             |
| 09  | BWV 659 | Nun komm, der Heiden Heiland                      | C                     | Sol mineur      | BWV 659a             |
| 10  | BWV 660 | Trio super "Nun komm, der Heiden Heiland"         | C                     | Sol mineur      | BWV 660a, 660b       |
| 11  | BWV 661 | Nun komm, der Heiden Heiland                      | C                     | Sol mineur      | BWV 661a             |
| 12  | BWV 662 | Allein Gott in der Höh sei Ehr                    | C                     | La majeur       | BWV 662a             |
| 13  | BWV 663 | Allein Gott in der Höh sei Ehr                    | 3/2                   | Sol majeur      | BWV 663a             |
| 14  | BWV 664 | Trio super "Allein Gott in der Höh’ sei Ehr’"     | C                     | La majeur       | BWV 664a             |
| 15  | BWV 665 | Jesus Christus, unser Heiland                     | C                     | Mi mineur       | BWV 665a             |
| 16  | BWV 666 | Jesus Christus, unser Heiland (alio modo)         | 12/8                  | Mi mineur       | BWV 666a             |
| 17  | BWV 667 | Komm, Gott Schöpfer, heiliger Geist               | C - 12/8              | Sol majeur      | BWV 631              |
| 18  | BWV 668 | Vor deinen Thron tret’ ich hiermit                | C                     | Sol majeur      | BWV 641              |